# Rolf Ericzon
Rolf Anders Ericzon, född 14 februari 1937 i Arvika landsförsamling, Värmlands län, är en svensk kyrkomusiker och organist.

## Biografi
Ericzon studerade vid Kungliga Musikhögskolan 1956-1964 med musiklärarexamen 1959 och högre organistexamen och högre kantorsexamen 1962. Studierna omfattade bland annat orgel för Gotthard Arnér, körledning för Eric Ericson och orkesterledning för Tor Mann samt vidare pianosoliststudier 1960-1964 för Stig Ribbing.
Ericzon var organist i Kiruna 1964-1969 och i Täby 1970-1976. Han var domkyrkoorganist i Luleå 1976-2001. Han har därefter fortsatt med orgelspel bland annat med en lång serie lunchkonserter och som vikarierande organist i Ljusdal-Ramsjö församling 2001-2006.
Rolf Ericzon har undervisat i liturgiskt orgelspel och orgelmetodik vid Musikhögskolan i Piteå och konserterat som orgelsolist och ackompanjatör.
Han har erhållit Ljusdals kommuns kulturdiplom 2006.